# Kikiriki
Dans le monde de la tauromachie, le kikiriki est une passe de muleta. C'est une passe aidée, c'est-à-dire avec l'épée piquée dans la muleta pour en augmenter la surface.

## Description
Le torero tient la muleta de la main gauche, à mi-hauteur, et il retire brusquement l'étoffe de la vue du taureau dès que les cornes l'ont dépassé. Cette passe assez spectaculaire est une passe d'ornement inventée par Rafael Gómez Ortega dit El Gallo (le coq). Le « kikiriki » est une onomatopée, l'équivalent espagnol du cri du coq français « cocorico » en référence au surnom de son inventeur. Assez rarement réalisée, cette passe aidée de la ceinture est également qualifiée d'aidée à la Joselito, car  celui qu'on surnommait aussi Gallito (petit coq) la pratiquait plus souvent que son frère.

## Catégorie
Le kikiriki un remate ou passe d'achèvement au même titre que la passe de poitrine, ou le molinete.